# Плопу (Дерменешть, Бакеу)
Плопу (рум. Plopu) — село у повіті Бакеу в Румунії. Адміністративно підпорядковане місту Дерменешть.
Село розташоване на відстані 219 км на північ від Бухареста, 38 км на південний захід від Бакеу, 118 км на південний захід від Ясс, 106 км на північний схід від Брашова.

## Населення
За даними перепису населення 2002 року у селі проживали 1522 особи. Усі жителі села рідною мовою назвали румунську.
Національний склад населення села:
| Національність | Кількість осіб | Відсоток |
| -------------- | -------------- | -------- |
| румуни         | 1491           | 98,0%    |
| цигани         | 31             | 2,0%     |